# Kâzım Özalp
Kâzım Fikri Özalp (Veles, 17 febbraio 1882 – Ankara, 6 giugno 1968) è stato un politico e generale turco e una delle figure di spicco nella guerra d'indipendenza turca.

## Biografia

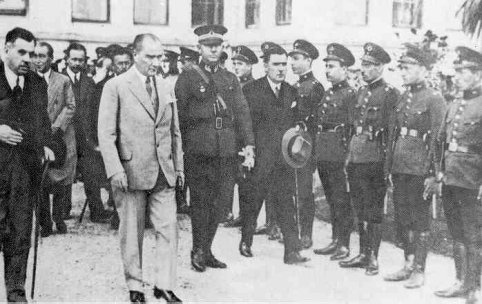
Kazım Özalp lascia il Palazzo Dolmabahçe con Mustafa Kemal Atatürk

Nato a Köprülü (oggi Veles, nell'attuale Macedonia del Nord), nel Vilayet del Kosovo dell'Impero ottomano da una famiglia turca, Kâzım Fikri si diplomò alla scuola militare ottomana nel 1902 e completò la scuola di Guerra nel 1905. Kâzım Özalp fu coinvolto nell'Incidente del 31 marzo 1909. Fu comandante militare durante le guerre balcaniche. Nel 1917 venne promosso al grado di colonnello e fu uno dei comandanti militari che organizzarono i gruppi di resistenza contro l'occupazione di Smirne. Durante la guerra d'indipendenza turca combatté su più fronti. Nel 1921, Kâzım Özalp fu promosso al grado di Generale per il suo successo nella battaglia del Sakarya. Dopo aver contenuto la ribellione curda dello sceicco Said, contribuì al Rapporto per la Riforma dell'Est, una relazione che consigliava di istituire ispettorati generali nelle province orientali della Turchia e a schiacciare l'élite curda nella regione.
Già membro del primo mandato del parlamento della neonata Repubblica come deputato della provincia di Balıkesir, Kâzım Fikri servì come ministro della Difesa in diversi gabinetti dal 1921 al 1925 e successivamente dal 1935 al 1939. Fu eletto presidente della Grande Assemblea Nazionale Turca dal 1924 al 1935. Nel 1950 fu eletto al parlamento come deputato della provincia di Van. Si ritirò dalla politica attiva nel 1954. Si vociferava che fosse un bektashi forse a causa della sua opposizione alla decisione di chiudere i centri bektashi (Tekke).
Kâzım Özalp scrisse le sue memorie nel suo libro Milli Mücadele ("Guerra nazionale"). Morì il 6 giugno 1968 ad Ankara. Le sue spoglie furono trasferite al Cimitero di Stato Turco.